# Hamala
Hamala (în arabă حمالة) este o comună din provincia Mila, Algeria.
Populația comunei este de 11.213 locuitori (2008).